# Индивидуальные нейтральные спортсмены на летних Олимпийских играх 2024
Команда индивидуальных нейтральных спортсменов на летних Олимпийских играх 2024 года в Париже была представлена 32 спортсменами в 10 видах спорта. В команду нейтральных атлетов вошли 15 спортсменов из России и 17 спортсменов из Беларуси, которые из-за вторжения России на Украину и связанных с ним санкциями выступали в нейтральном статусе.
Команде было запрещено принимать участие в параде наций во время церемонии открытия, но было разрешено в церемонии закрытия. В качестве гимна во время награждений была использована специально написанная мелодия, опубликованная МОК 19 марта 2024 года. Медали команды не учитывались в медальной таблице Игр.

## Медали
| Золото  |                              |                                          |            |
| №       | Спортсмены                   | Вид спорта (дисциплина)                  | Дата       |
| 1       | Иван Литвинович              | Прыжки на батуте (мужчины)               | 2 августа  |
| Серебро |                              |                                          |            |
| №       | Спортсмены                   | Вид спорта (дисциплина)                  | Дата       |
| 1       | Виолетта Бордиловская        | Прыжки на батуте (женщины)               | 2 августа  |
| 2       | Евгений Золотой              | Академическая гребля (одиночки, мужчины) | 3 августа  |
| 3       | Мирра Андреева Диана Шнайдер | Теннис (женский парный турнир)           | 4 августа  |
| Бронза  |                              |                                          |            |
| №       | Спортсмены                   | Вид спорта (дисциплина)                  | Дата       |
| 1       | Евгений Тихонцов             | Тяжёлая атлетика (мужчины)               | 10 августа |

## Состав сборной

### Участники по видам спорта
| Участники по видам спорта   | Участники по видам спорта | Участники по видам спорта | Участники по видам спорта | Участники по видам спорта | Участники по видам спорта |
| --------------------------- | ------------------------- | ------------------------- | ------------------------- | ------------------------- | ------------------------- |
| Вид спорта                  | Мужчины                   | Мужчины                   | Женщины                   | Женщины                   |                           |
| Вид спорта                  | Беларусь                  | Россия                    | Беларусь                  | Россия                    | Всего                     |
| Академическая гребля        | 1                         | 0                         | 1                         | 0                         | 2                         |
| Борьба                      | 2                         | 0                         | 0                         | 0                         | 2                         |
| Велоспорт                   | 0                         | 1                         | 1                         | 2                         | 4                         |
| Гребля на байдарках и каноэ | 1                         | 2                         | 1                         | 1                         | 5                         |
| Плавание                    | 1                         | 1                         | 2                         | 0                         | 4                         |
| Прыжки на батуте            | 1                         | 0                         | 1                         | 1                         | 3                         |
| Стрельба                    | 0                         | 0                         | 2                         | 0                         | 2                         |
| Тхэквондо                   | 1                         | 0                         | 0                         | 0                         | 1                         |
| Теннис                      | 0                         | 3                         | 0                         | 4                         | 7                         |
| Тяжёлая атлетика            | 1                         | 0                         | 1                         | 0                         | 2                         |
| Всего                       | 8                         | 7                         | 9                         | 8                         | 32                        |

## Результаты соревнований

### Академическая гребля
Мужчины
| Спортсмены      | Гражданство | Дисциплина | Предварительный заезд | Предварительный заезд | Предварительный заезд | Отборочный заезд | Отборочный заезд | Отборочный заезд | Четвертьфинал | Четвертьфинал | Четвертьфинал | Полуфинал     | Полуфинал     | Полуфинал     | Финал   | Финал   | Итоговое место |
| Спортсмены      | Гражданство | Дисциплина | Заезд                 | Время                 | Место                 | Заезд            | Время            | Место            | Заезд         | Время         | Место         | Заезд         | Время         | Место         | Время   | Место   | Итоговое место |
| --------------- | ----------- | ---------- | --------------------- | --------------------- | --------------------- | ---------------- | ---------------- | ---------------- | ------------- | ------------- | ------------- | ------------- | ------------- | ------------- | ------- | ------- | -------------- |
| Евгений Золотой | Беларусь    | одиночки   | 4                     | 6:51.45               | 1 Q                   | не участвовал    | не участвовал    | не участвовал    | 4             | 6:49.27       | 1 Q           | Полуфинал A/B | Полуфинал A/B | Полуфинал A/B | Финал A | Финал A | 2              |
| Евгений Золотой | Беларусь    | одиночки   | 4                     | 6:51.45               | 1 Q                   | не участвовал    | не участвовал    | не участвовал    | 4             | 6:49.27       | 1 Q           | 2             | 6:39.01       | 2 Q           | 6:42.96 | 2       | 2              |

Женщины
| Спортсменки      | Гражданство | Дисциплина | Предварительный заезд | Предварительный заезд | Предварительный заезд | Отборочный заезд | Отборочный заезд | Отборочный заезд | Четвертьфинал | Четвертьфинал | Четвертьфинал | Полуфинал     | Полуфинал     | Полуфинал     | Финал   | Финал   | Итоговое место |
| Спортсменки      | Гражданство | Дисциплина | Заезд                 | Время                 | Место                 | Заезд            | Время            | Место            | Заезд         | Время         | Место         | Заезд         | Время         | Место         | Время   | Место   | Итоговое место |
| ---------------- | ----------- | ---------- | --------------------- | --------------------- | --------------------- | ---------------- | ---------------- | ---------------- | ------------- | ------------- | ------------- | ------------- | ------------- | ------------- | ------- | ------- | -------------- |
| Татьяна Климович | Беларусь    | одиночки   | 4                     | 7:34.31               | 2 Q                   | не участвовала   | не участвовала   | не участвовала   | 2             | 7:34.30       | 3 Q           | Полуфинал A/B | Полуфинал A/B | Полуфинал A/B | Финал B | Финал B | 8              |
| Татьяна Климович | Беларусь    | одиночки   | 4                     | 7:34.31               | 2 Q                   | не участвовала   | не участвовала   | не участвовала   | 2             | 7:34.30       | 3 Q           | 2             | 7:26.56       | 5             | 7:25.61 | 2       | 8              |

### Борьба
Используемые сокращения: 

VFA (5:0) — победа на туше; 

VSU (4:0) — победа по техническому превосходству (8 баллов разницы в греко-римской борьбе и 10 баллов — в вольной без технических баллов у проигравшего); 

VSU1 (4:1) — победа по техническому превосходству в одном или двух периодах, с техническим баллом у проигравшего; 

VPO (3:0) — победа по баллам, когда борец выигрывает 2 периода с преимуществом, набрав от 1 до 7 баллов в греко-римской борьбе и от 1 до 9 — в вольной без технических баллов у проигравшего; 

VPO1 (3:1) — победа по баллам с техническими баллами у проигравшего.
Мужчины
Вольная борьба
| Спортсмены                 | Гражданство | Категория | 1/32 финала                   | 1/16 финала        | Четвертьфинал      | Полуфинал          | Утешительный раунд 1              | Утешительный раунд 2         | Финал                | Место                |
| Спортсмены                 | Гражданство | Категория | Соперник Результат            | Соперник Результат | Соперник Результат | Соперник Результат | Соперник Результат                | Соперник Результат           | Соперник Результат   | Место                |
| -------------------------- | ----------- | --------- | ----------------------------- | ------------------ | ------------------ | ------------------ | --------------------------------- | ---------------------------- | -------------------- | -------------------- |
| Магомедхабиб Кадимагомедов | Беларусь    | до 74 кг  | UZBРазамбек Жамалов П 0:8 VPO | не участвовал      | не участвовал      | не участвовал      | SVKТаймураз Салказанов В 6:6 VPO1 | ALBЧермен Валиев П 2:12 VSU1 | завершил выступление | завершил выступление |

Греко-римская борьба
| Спортсмены          | Гражданство | Категория | 1/8 финала                        | Четвертьфинал                  | Полуфинал            | Финал                | Место                |
| Спортсмены          | Гражданство | Категория | Соперник Результат                | Соперник Результат             | Соперник Результат   | Соперник Результат   | Место                |
| ------------------- | ----------- | --------- | --------------------------------- | ------------------------------ | -------------------- | -------------------- | -------------------- |
| Абубакар Хаслаханов | Беларусь    | до 97 кг  | GEOРоберт Коблиашвили В 10:0 VSU1 | EGYМохамед Али Габр П 1:4 VPO1 | завершил выступление | завершил выступление | завершил выступление |

### Велоспорт

#### Шоссейный велоспорт
Мужчины
| Спортсмены  | Гражданство | Гонка                | Время    | Отставание | Место |
| ----------- | ----------- | -------------------- | -------- | ---------- | ----- |
| Глеб Сырица | Россия      | индивидуальная гонка | 40:33.30 | +4:21.14   | 31    |
| Глеб Сырица | Россия      | групповая гонка      | DNF      | DNF        | DNF   |

Женщины
| Спортсменки     | Гражданство | Гонка                | Время    | Отставание | Место |
| --------------- | ----------- | -------------------- | -------- | ---------- | ----- |
| Тамара Дронова  | Россия      | индивидуальная гонка | 43:42.16 | +4:03.92   | 21    |
| Тамара Дронова  | Россия      | групповая гонка      | 4:07:16  | +7:53      | 47    |
| Алёна Иванченко | Россия      | групповая гонка      | 4:10:47  | +10:55     | 72    |
| Анна Терех      | Беларусь    | групповая гонка      | 4:10:18  | +11:24     | 61    |
| Анна Терех      | Беларусь    | индивидуальная гонка | 44:57.20 | +5:18.96   | 29    |

### Водные виды спорта

#### Плавание
Мужчины
| Спортсмены     | Гражданство | Дистанция                | Предварительный раунд | Предварительный раунд | Предварительный раунд | Полуфинал            | Полуфинал            | Полуфинал            | Финал                | Финал                |
| Спортсмены     | Гражданство | Дистанция                | Заплыв                | Результат             | Место                 | Заплыв               | Результат            | Место                | Результат            | Место                |
| -------------- | ----------- | ------------------------ | --------------------- | --------------------- | --------------------- | -------------------- | -------------------- | -------------------- | -------------------- | -------------------- |
| Илья Шиманович | Беларусь    | 100 метров брассом       | 4                     | 59.25                 | 3 Q                   | 2                    | 59.45                | 10                   | завершил выступление | завершил выступление |
| Евгений Сомов  | Россия      | 100 метров брассом       | 3                     | 59.83                 | 13 Q                  | 2                    | 1:00.00              | 13                   | завершил выступление | завершил выступление |
| Евгений Сомов  | Россия      | 50 метров вольным стилем | 5                     | 23.43                 | 44                    | завершил выступление | завершил выступление | завершил выступление | завершил выступление | завершил выступление |

Женщины
| Спортсмены        | Гражданство | Дистанция           | Предварительный раунд | Предварительный раунд | Предварительный раунд | Полуфинал             | Полуфинал             | Полуфинал             | Финал                 | Финал                 |
| Спортсмены        | Гражданство | Дистанция           | Заплыв                | Результат             | Место                 | Заплыв                | Результат             | Место                 | Результат             | Место                 |
| ----------------- | ----------- | ------------------- | --------------------- | --------------------- | --------------------- | --------------------- | --------------------- | --------------------- | --------------------- | --------------------- |
| Анастасия Шкурдай | Беларусь    | 100 метров на спине | 5                     | 1:00.94               | 20                    | завершила выступление | завершила выступление | завершила выступление | завершила выступление | завершила выступление |
| Анастасия Шкурдай | Беларусь    | 200 метров на спине | 3                     | 2:09.64               | 7 Q                   | 2                     | 2:08.79               | 8 Q                   | 2:10.23               | 8                     |
| Алина Змушко      | Беларусь    | 100 метров брассом  | 4                     | 1:06.37               | 11 Q                  | 1                     | 1:05.93               | 5 Q                   | 1:06.54               | 8                     |
| Алина Змушко      | Беларусь    | 200 метров брассом  | 1                     | 2:28.19               | 21                    | завершила выступление | завершила выступление | завершила выступление | завершила выступление | завершила выступление |

### Гимнастика

#### Прыжки на батуте
Мужчины
| Спортсмены      | Гражданство | Соревнование      | Квалификация | Квалификация | Финал  | Финал |
| Спортсмены      | Гражданство | Соревнование      | Очки         | Место        | Очки   | Место |
| --------------- | ----------- | ----------------- | ------------ | ------------ | ------ | ----- |
| Иван Литвинович | Беларусь    | личное первенство | 63.420       | 1 Q          | 63.090 | 1     |

Женщины
| Спортсмены            | Гражданство | Соревнование      | Квалификация | Квалификация | Финал  | Финал |
| Спортсмены            | Гражданство | Соревнование      | Очки         | Место        | Очки   | Место |
| --------------------- | ----------- | ----------------- | ------------ | ------------ | ------ | ----- |
| Анжела Бладцева       | Россия      | личное первенство | 55.710       | 4 Q          | 55.020 | 5     |
| Виолетта Бордиловская | Беларусь    | личное первенство | 56.340       | 2 Q          | 56.060 | 2     |

### Гребля на байдарках и каноэ

#### Гребля на гладкой воде
Мужчины
| Спортсмены                      | Гражданство | Соревнование                   | Предварительный раунд | Предварительный раунд | Предварительный раунд | Четвертьфинал  | Четвертьфинал  | Четвертьфинал  | Полуфинал | Полуфинал | Полуфинал | Финал   | Финал   | Итоговое место |
| Спортсмены                      | Гражданство | Соревнование                   | Заплыв                | Время                 | Место                 | Заплыв         | Время          | Место          | Заплыв    | Время     | Место     | Время   | Место   | Итоговое место |
| ------------------------------- | ----------- | ------------------------------ | --------------------- | --------------------- | --------------------- | -------------- | -------------- | -------------- | --------- | --------- | --------- | ------- | ------- | -------------- |
| Владислав Кравец                | Беларусь    | байдарки-одиночки, 1000 метров | 1                     | 3:32,07               | 2 Q                   | не участвовал  | не участвовал  | не участвовал  | 2         | 3:29.64   | 4 Q       | Финал А | Финал А | 4              |
| Владислав Кравец                | Беларусь    | байдарки-одиночки, 1000 метров | 1                     | 3:32,07               | 2 Q                   | не участвовал  | не участвовал  | не участвовал  | 2         | 3:29.64   | 4 Q       | 3:28.10 | 4       | 4              |
| Захар Петров                    | Россия      | каноэ-одиночки, 1000 метров    | 1                     | 3:49,86               | 2 Q                   | не участвовал  | не участвовал  | не участвовал  | 2         | 3:45,99   | 3 Q       | Финал A | Финал A | 4              |
| Захар Петров                    | Россия      | каноэ-одиночки, 1000 метров    | 1                     | 3:49,86               | 2 Q                   | не участвовал  | не участвовал  | не участвовал  | 2         | 3:45,99   | 3 Q       | 3:45,28 | 4       | 4              |
| Алексей Коровашков Захар Петров | Россия      | каноэ-двойки, 500 метров       | 1                     | 1:38,65               | 1 Q                   | не участвовали | не участвовали | не участвовали | 1         | 1:39,57   | 1 Q       | Финал A | Финал A | 4              |
| Алексей Коровашков Захар Петров | Россия      | каноэ-двойки, 500 метров       | 1                     | 1:38,65               | 1 Q                   | не участвовали | не участвовали | не участвовали | 1         | 1:39,57   | 1 Q       | 1:41,27 | 4       | 4              |

Женщины
| Спортсменки     | Гражданство | Соревнование               | Предварительный раунд | Предварительный раунд | Предварительный раунд | Четвертьфинал  | Четвертьфинал  | Четвертьфинал  | Полуфинал             | Полуфинал             | Полуфинал             | Финал                 | Финал                 | Итоговое место        |
| Спортсменки     | Гражданство | Соревнование               | Заплыв                | Время                 | Место                 | Заплыв         | Время          | Место          | Заплыв                | Время                 | Место                 | Время                 | Место                 | Итоговое место        |
| --------------- | ----------- | -------------------------- | --------------------- | --------------------- | --------------------- | -------------- | -------------- | -------------- | --------------------- | --------------------- | --------------------- | --------------------- | --------------------- | --------------------- |
| Юлия Трушкина   | Беларусь    | каноэ-одиночки, 200 метров | 2                     | 46,15                 | 2 Q                   | не участвовала | не участвовала | не участвовала | 1                     | 45.32                 | 2 Q                   | Финал А               | Финал А               | 5                     |
| Юлия Трушкина   | Беларусь    | каноэ-одиночки, 200 метров | 2                     | 46,15                 | 2 Q                   | не участвовала | не участвовала | не участвовала | 1                     | 45.32                 | 2 Q                   | 44.83                 | 5                     | 5                     |
| Олеся Ромасенко | Россия      | каноэ-одиночки, 200 метров | 3                     | 49,83                 | 5                     | 1              | 47,92          | 4              | завершила выступление | завершила выступление | завершила выступление | завершила выступление | завершила выступление | завершила выступление |

### Стрельба
Женщины
| Спортсменки        | Гражданство | Дисциплина              | Квалификация | Квалификация | Финал                 | Финал                 |
| Спортсменки        | Гражданство | Дисциплина              | Результат    | Место        | Результат             | Место                 |
| ------------------ | ----------- | ----------------------- | ------------ | ------------ | --------------------- | --------------------- |
| Александра Петрова | Беларусь    | пистолет, 25 м          | 566          | 39           | завершила выступление | завершила выступление |
| Дарья Чуприс       | Беларусь    | винтовка, три положения | 579          | 24           | завершила выступление | завершила выступление |

### Теннис
Мужчины
| Спортсмены                      | Гражданство | Разряд    | 1/32 финала                    | 1/16 финала                               | 1/8 финала                             | Четвертьфинал          | Полуфинал              | Финал                  | Итоговое место        |
| Спортсмены                      | Гражданство | Разряд    | Соперник Результат             | Соперник(-и) Результат                    | Соперник(-и) Результат                 | Соперник(-и) Результат | Соперник(-и) Результат | Соперник(-и) Результат | Итоговое место        |
| ------------------------------- | ----------- | --------- | ------------------------------ | ----------------------------------------- | -------------------------------------- | ---------------------- | ---------------------- | ---------------------- | --------------------- |
| Даниил Медведев                 | Россия      | одиночный | AUSРинки Хидзиката В 6:2, 6:1  | AUTСебастьян Офнер В 6:2, 6:2             | CANФеликс Оже-Альяссим П 3:6, 6:7(5:7) | завершил выступление   | завершил выступление   | завершил выступление   | завершил выступление  |
| Роман Сафиуллин                 | Россия      | одиночный | CHIАлехандро Табило В 6:4, 6:4 | ARGТомас Мартин Этчеверри В 6:0, 7:6(7:1) | ESPКарлос Алькарас П 4:6, 2:6          | завершил выступление   | завершил выступление   | завершил выступление   | завершил выступление  |
| Павел Котов                     | Россия      | одиночный | SUIСтэн Вавринка П 1:6, 1:6    | завершил выступление                      | завершил выступление                   | завершил выступление   | завершил выступление   | завершил выступление   | завершил выступление  |
| Даниил Медведев Роман Сафиуллин | Россия      | парный    | не проводится                  | GERКевин Кравиц/ Тим Пюц П 4:6, 4:6       | завершили выступление                  | завершили выступление  | завершили выступление  | завершили выступление  | завершили выступление |

Женщины
| Спортсменки                          | Гражданство | Разряд    | 1/32 финала                         | 1/16 финала                                               | 1/8 финала                                       | Четвертьфинал                                      | Полуфинал                                        | Финал                                            | Итоговое место        |
| Спортсменки                          | Гражданство | Разряд    | Соперник Результат                  | Соперник(-и) Результат                                    | Соперник(-и) Результат                           | Соперник(-и) Результат                             | Соперник(-и) Результат                           | Соперник(-и) Результат                           | Итоговое место        |
| ------------------------------------ | ----------- | --------- | ----------------------------------- | --------------------------------------------------------- | ------------------------------------------------ | -------------------------------------------------- | ------------------------------------------------ | ------------------------------------------------ | --------------------- |
| Екатерина Александрова               | Россия      | одиночный | CHNЮань Юэ П 5:7, 7:6(7:0), 2:6     | завершила выступление                                     | завершила выступление                            | завершила выступление                              | завершила выступление                            | завершила выступление                            | завершила выступление |
| Мирра Андреева                       | Россия      | одиночный | POLМагда Линетт П 3:6, 4:6          | завершила выступление                                     | завершила выступление                            | завершила выступление                              | завершила выступление                            | завершила выступление                            | завершила выступление |
| Диана Шнайдер                        | Россия      | одиночный | ITAЭлизабетта Коччаретто В 6:2, 7:5 | CHNВан Сиюй П 3:6, 1:6                                    | завершила выступление                            | завершила выступление                              | завершила выступление                            | завершила выступление                            | завершила выступление |
| Екатерина Александрова Елена Веснина | Россия      | парный    | не проводится                       | CZEКаролина Мухова Линда Носкова П 6:2, 6:7 (5:7), [6:10] | завершили выступление                            | завершили выступление                              | завершили выступление                            | завершили выступление                            | завершили выступление |
| Мирра Андреева Диана Шнайдер         | Россия      | парный    | не проводится                       | AUSОливия Гадецки Айла Томлянович В 6:3, 2:6, [10:6]      | CANГабриэла Дабровски Лейла Фернандес В 6:4, 6:0 | CZEКатерина Синякова Барбора Крейчикова В 6:1, 7:5 | ESPКристина Букша Сара Соррибес Тормо В 6:1, 6:2 | ITAСара Эррани Жасмин Паолини П 6:1, 2:6, [7:10] | 2                     |

Смешанные пары
| Спортсмены                     | Гражданство | Разряд | 1/32 финала        | 1/16 финала            | 1/8 финала                                 | Четвертьфинал          | Полуфинал              | Финал                  | Итоговое место        |
| Спортсмены                     | Гражданство | Разряд | Соперник Результат | Соперник(-и) Результат | Соперник(-и) Результат                     | Соперник(-и) Результат | Соперник(-и) Результат | Соперник(-и) Результат | Итоговое место        |
| ------------------------------ | ----------- | ------ | ------------------ | ---------------------- | ------------------------------------------ | ---------------------- | ---------------------- | ---------------------- | --------------------- |
| Даниил Медведев Мирра Андреева | Россия      | микст  | не проводится      | не проводится          | ITAСара Эррани Андреа Вавассори П 3:6, 2:6 | завершили выступление  | завершили выступление  | завершили выступление  | завершили выступление |

### Тхэквондо

#### Мужчины
| Спортсмены      | Гражданство | Категория | Первый раунд         | Четвертьфинал        | Полуфинал            | Финал                | Место                |
| Спортсмены      | Гражданство | Категория | Соперник Результат   | Соперник Результат   | Соперник Результат   | Соперник Результат   | Место                |
| --------------- | ----------- | --------- | -------------------- | -------------------- | -------------------- | -------------------- | -------------------- |
| Георгий Гурциев | Беларусь    | до 58 кг  | FRAСириан Раве П 0:2 | завершил выступление | завершил выступление | завершил выступление | завершил выступление |

### Тяжёлая атлетика
Мужчины
| Спортсмены       | Гражданство | Категория | Вес | Рывок | Рывок | Рывок | Толчок | Толчок | Толчок | Всего | Место |
| Спортсмены       | Гражданство | Категория | Вес | 1     | 2     | 3     | 1      | 2      | 3      | Всего | Место |
| ---------------- | ----------- | --------- | --- | ----- | ----- | ----- | ------ | ------ | ------ | ----- | ----- |
| Евгений Тихонцов | Беларусь    | до 102 кг | 102 | 176   | 178   | 183   | 214    | 219    | 228    | 402   | 3     |

Женщины
| Спортсмены       | Гражданство | Категория | Вес | Рывок | Рывок | Рывок | Толчок | Толчок | Толчок | Всего | Место |
| Спортсмены       | Гражданство | Категория | Вес | 1     | 2     | 3     | 1      | 2      | 3      | Всего | Место |
| ---------------- | ----------- | --------- | --- | ----- | ----- | ----- | ------ | ------ | ------ | ----- | ----- |
| Сюзанна Володько | Беларусь    | до 71 кг  |     | 108   | 111   | 113   | 135    | 140    | 142    | 246   | 4     |